# Psychotria duidana
Psychotria duidana är en måreväxtart som beskrevs av Paul Carpenter Standley. Psychotria duidana ingår i släktet Psychotria och familjen måreväxter. Inga underarter finns listade i Catalogue of Life.